# Pravoslav Sovák
Pravoslav Sovák (30. srpna 1926 Vysoké Mýto – 10. června 2022 Hergiswil) byl švýcarský grafik a malíř českého původu.

## Život
Pocházel z Vysokého Mýta, z rodiny lékaře a učitelky literatury a zeměpisu. Měl dva bratry. V době protektorátu pracoval jako dělník v kaolince. Roku 1942 krátce navštěvoval soukromou školu grafiky v Praze a poté studoval do roku 1944 na Střední uměleckoprůmyslové škole keramické v Bechyni. Seznámil se s Vincencem Kramářem a měl možnost vidět jeho sbírky francouzského umění. Koncem války byl totálně nasazen a domů se vrátil vážně nemocný v únoru 1945.
Roku 1945 složil maturitu a do roku 1947 studoval na Uměleckoprůmyslové škole. Zároveň navštěvoval přednášky filozofie a historie na FF UK. S vlakem převážejícím vězně z lágrů na Západ podnikl cestu do Francie. Roku 1947 pracoval jako asistent Jana Zrzavého na Pedagogické fakultě UP v Olomouci a navštěvoval přednášky Jana Markalouse z estetiky a moderní filozofie. Po komunistickém převratu v únoru 1948 musel opustit místo asistenta na univerzitě a od zimy 1948 do roku 1956 pracoval na stavbách přehrad, ve slévárnách železa a jako horník v ostravských dolech.
Roku 1956 se oženil s Hanou Slavíkovou a přestěhoval se do Prahy, kde se jim narodila dcera Kateřina. Seznámil se s tiskařským mistrem Miro Pegrassim a začal se věnovat technice leptu. Roku 1958 cestoval do Paříže, Benátek a Egypta. Roku 1959 vystavoval ve Vídni a Klagenfurtu, ale nesměl vycestovat. V následujícím roce navštívil Moskvu a Leningrad.
Roku 1963 měl samostatnou výstavu v Kasseler Kunstverein a jeho díla byla zakoupena do veřejných sbírek v Kasselu a Kodani. Podnikl studijní cesty do Kasselu, Mnichova, Kolína, Hamburku a Kodaně. V letech 1964–1966 vystavoval v Institutu současného umění v Londýně, ve Von der Heydt Museu ve Wuppertalu a roku 1966 získal ocenění Folkwang Presse-Preis v Essenu. Několik jeho děl si koupil Mark Tobey, se kterým se seznámil v Bernu.
Roku 1966 zakoupil v Jižních Čechách starý mlýn a přestavěl ho na ateliér s grafickou dílnou. V následujícím roce pracovně pobýval v Kodani a začal spolupracovat s tamní světově proslulou litografickou dílnou a dánským litografem Peterem Wissing Sörensenem. Obdržel první cenu na Trienále barevné grafiky v Grenchen.
V létě roku 1968 připravoval výstavu pro museum Folkwang v Essenu a krátce po okupaci v srpnu 1968 emigroval přes Rakousko do Německa. Zde strávil následujících devět měsíců ve vestfálské umělecké kolonii Wamel u Mohnesee a navázal dlouhodobou spolupráci s tamní známou tiskařskou dílnou Gerta Schegully. Roku 1969 se přestěhoval do Švýcarska, které mu udělilo politický azyl. Po výstavě v Kunstgewerbmuseum v Curychu tam následující dva roky přednášel. V roce 1970 poprvé cestoval do USA (výstava v Print Club, Filadelfie) a od té doby USA pravidelně navštěvuje (New York, arizonská poušť, Kalifornie).
Roku 1971 mu Kunstverein Overbeck-Gesellschaft uspořádal první retrospektivní výstavu v Lübecku, následuje samostatná výstava na Art Basel (1971) a výstava Indirect Messages v galerii Rehn v New Yorku (1972), odkud celý soubor 16 listů zakoupilo Museum of Modern Art v New Yorku. Zúčastnil se 36. bienále v Benátkách (1972) a měl další retrospektivní výstavy v Mannheimu, Kolíně nad Rýnem a Düsseldorfu.
Roku 1975 byl jmenován profesorem na Fachhochschule für Kunst und Design v Kolíně nad Rýnem, kde vychoval dvě generace velmi všestranných grafiků a mezioborových umělců. V souvislosti s výstavou kreseb a kvašů v Achim Moeller Gallery v Londýně zde setrval na delším studijním pobytu (1976–1977). Roku 1978 se usadil natrvalo v Hergiswilu (kanton Nidwalden) ve Švýcarsku a roku 1987 získal švýcarské občanství.
Měl samostatné výstavy na Art Basel (1979) a v Pudelko Gallery v Bonnu a v letech 1980–1990 řadu výstav v USA (MoMa, Achim Moeller Fine Art Gallery, New York, AAA, Dolan-Maxwell Gallery, Philadelphia), v Německu (Bonn, Mannheim) a ve Francii (Neuchâtel, Paříž). Roku 1981 vyšel dvoudílný soupis jeho prací na papíře. V letech 1986–1987 pobýval několik měsíců v Arizoně a Kalifornii, roku 1988 cestoval po Francii a Bretani.
Dne 12. prosince 1990 byl založen Kruh přátel (Freundeskreis) Pravoslava Sováka v Emmettenu. Roku 1991 se koná retrospektiví výstava jeho díla v Muzeu umění ve Stans u Lucernu.
V letech 1991–2000 žil Pravoslav Sovák v Paříži. Roku 1992 obdržel Johann-Melchior-Wyrsch-Preis, kterou uděluje za celoživotní dílo Schindler Kulturstiftung. Roku 1994, při příležitosti jeho retrospektivní výstavy v Kupferstichkabinett v Berlíně, vyšel nový katalog jeho kompletního grafického díla (1958–1994). Výstava byla reprízována v Národní galerii v Praze (1995) a katalog vyšel i česky.
Od roku 1996 probíhá řada retrospektivních výstav – Pavillon des Arts, Les musèes de la Ville de Paris (1996), Graphische Sammlung Albertina, Vídeň (1999, zakoupen velký soubor děl do sbírek), Leopold Hoesch-Museum, Düren (2007), Kunstforum Ostdeutsche Galerie, Regensburg (2007), Státní Ruské Muzeum Petrohrad (2007), Versicherungskammer Bayern, München (2008), Moeller Fine Art, Berlin (2014), Kunsthalle Mannheim (2016), Museum Kampa, Praha (2018).

## Dílo
Pravoslav Sovák je jeden ze silné generace českých grafiků, která vstupovala na československou výtvarnou scénu pro 2. světové válce a spoluvytvářela tu velmi úrodnou živnou půdu pro formování moderní, informelní grafiky. Později se stal jedním z průkopníků postmodernismu, když ve svých grafických listech zachytil formalizaci našeho života jako nevědomou segmentaci našeho vizuálního pole.
Pro začátek jeho umělecké kariéry bylo důležité krátké působení u Jana Zrzavého a zejména seznámení s vynikajícím tiskařem Miro Pegrassim. Počátkem 60. let Sovák spolupracoval s divadlem Semafor, podílel se na vizuálním řešení několika filmů a zabýval se možnostmi znázornění pohybu s využitím neonových trubic. Realizoval neonovou stěnu o rozměru 17 x 9 m se světelnými a pohybovými efekty na Václavském náměstí v Praze. Začal spolupracovat s divadlem jako návrhář kostýmů (Moliérův Don Juan).
Od roku 1959 se zabýval městskými scenériemi, které jsou chladné a smutné, antilyrické a nehumánní. Svět opuštěných zdí a silnic, které nikam nevedou, ve kterém se člověk ztrácí. V olejomalbách záměrně potlačil barevnost, v grafických listech je nosná linka a tvar, který se blíží realitě a zase se od ní odklání. V polovině 60. let kromě suché jehly a měkkého krytu začal experimentovat s barevným tiskem a kombinací více grafických technik. Sovák spolupracuje s předními grafickými dílnami – v Praze s Miro Pegrassim, s dánským litografem Peterem Wissing Sörensenem (1967), po emigraci s Gertem Schegully ve vestfálském Wamelu. Zde vedle tisku z jedné desky začal zkoušet soutisk barev z několika desek a osvojil si techniku barevné akvatinty.
Na počátku 70. let, krátce po svém nedobrovolném vyhnanství, vytvořil cyklus Indirect Messages. Obrazy odrážejí nostalgii po domově, který mu byl odepřen a osamocení v čase i prostoru. Zároveň jsou počátkem nového vizuálního stylu, ve kterém uplatňuje techniku střihu a kombinaci figurálního s geometrickým, novou realitu ve spojení smyslové, citové a racionální složky obrazu. Některé grafické listy vznikají v průběhu několika let. Formou obrazové koláže spojuje člověka s architekturou a obohacuje kompozice o další fragmenty obrazů, textů nebo pečlivě vytvořené grafické rastry. Sovák využívá produkty mediální společnosti a zasazením do geometrických rastrů je proměňuje na poetické obrazy, jejich prostřednictvím objevuje skutečnou podstatu existence.
Po návštěvě New Yorku a arizonské pouště (1973, 1986) vytvořil série grafických listů Deserts a Walls. Sovák uvádí, že téma pouště má pro něj z mnoha důvodů zásadní význam. Zde zapomíná na krajinu svého dětství, město, civilizaci, kulturní krajinu a vnímá abstraktní pocit sounáležitosti s místem, které je chudé a neplodné, ale čisté, kde chybí politické hranice a nabízí nekonečné daleké horizonty.
Během svých pobytů v zahraničí Sovák fotografuje a některé snímky pak jako fotogravury použil ve svých grafických listech vytvořených kombinací několika technik (série Museums, 1977–1985). Od roku 1995 se zabývá velkoformátovou fotografií.
Jeho grafické dílo je na Západě vysoce hodnoceno především pro svou technickou dokonalost, novátorství i experimentální rozměr, které jej řadí na pomezí tradiční grafiky (suché jehly, lepty, barevné akvatinty), experimentální grafiky (mnohonásobné soutisky desek z plochy i z hloubky) a moderní fotografie.

### Grafické dílo 1959–1964

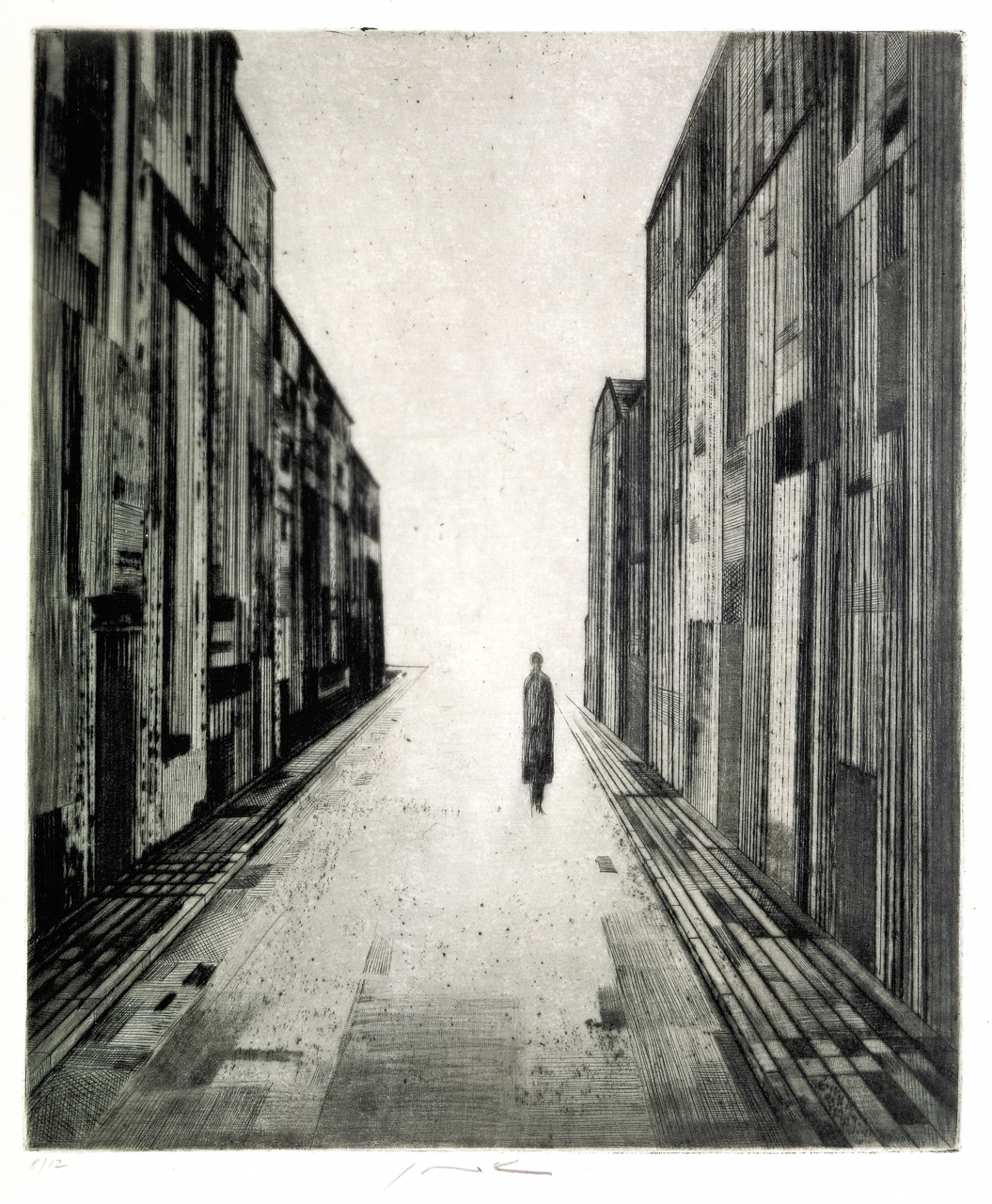
Ulice (1959), suchá jehla
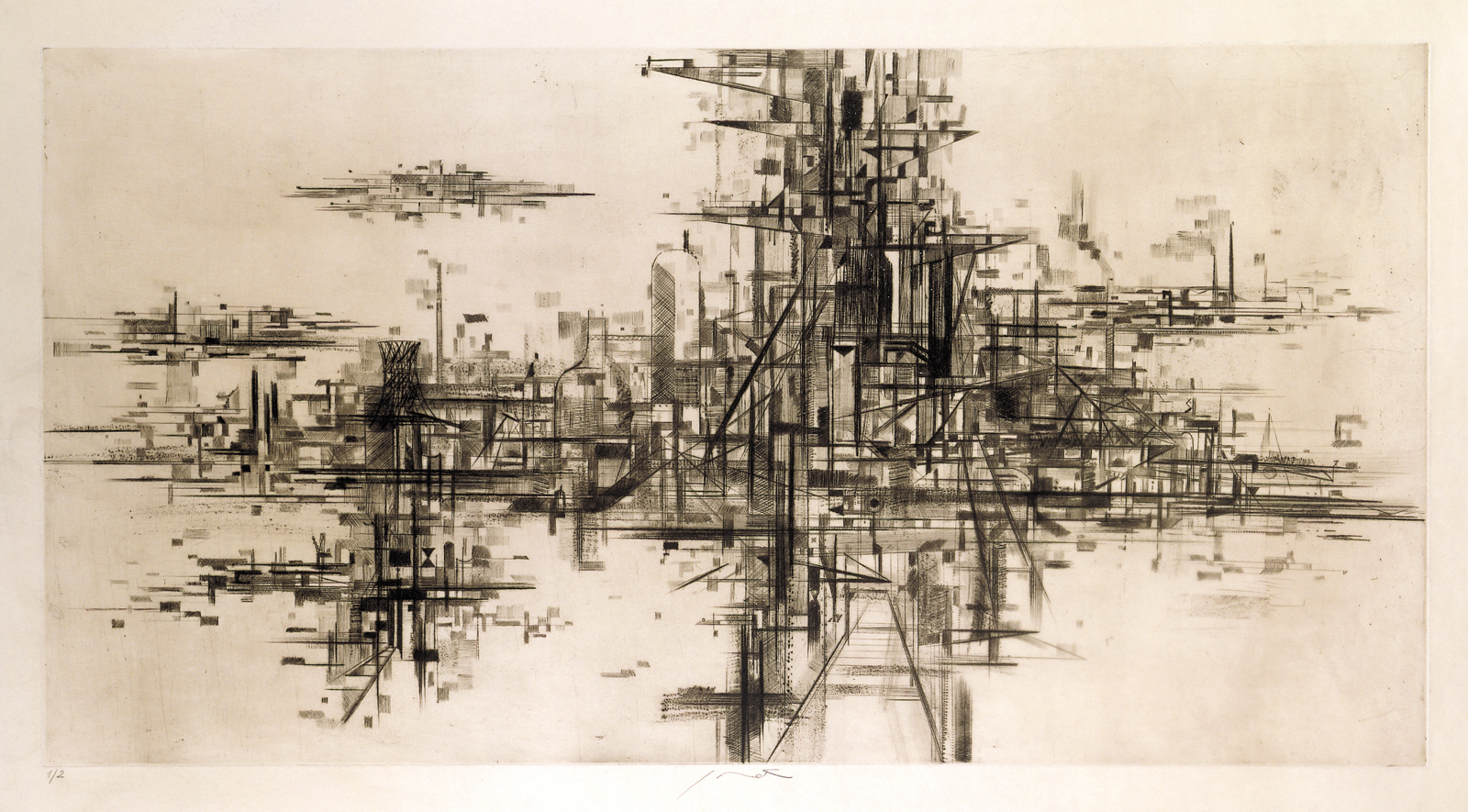
Hutě – Panorama (1959), suchá jehla
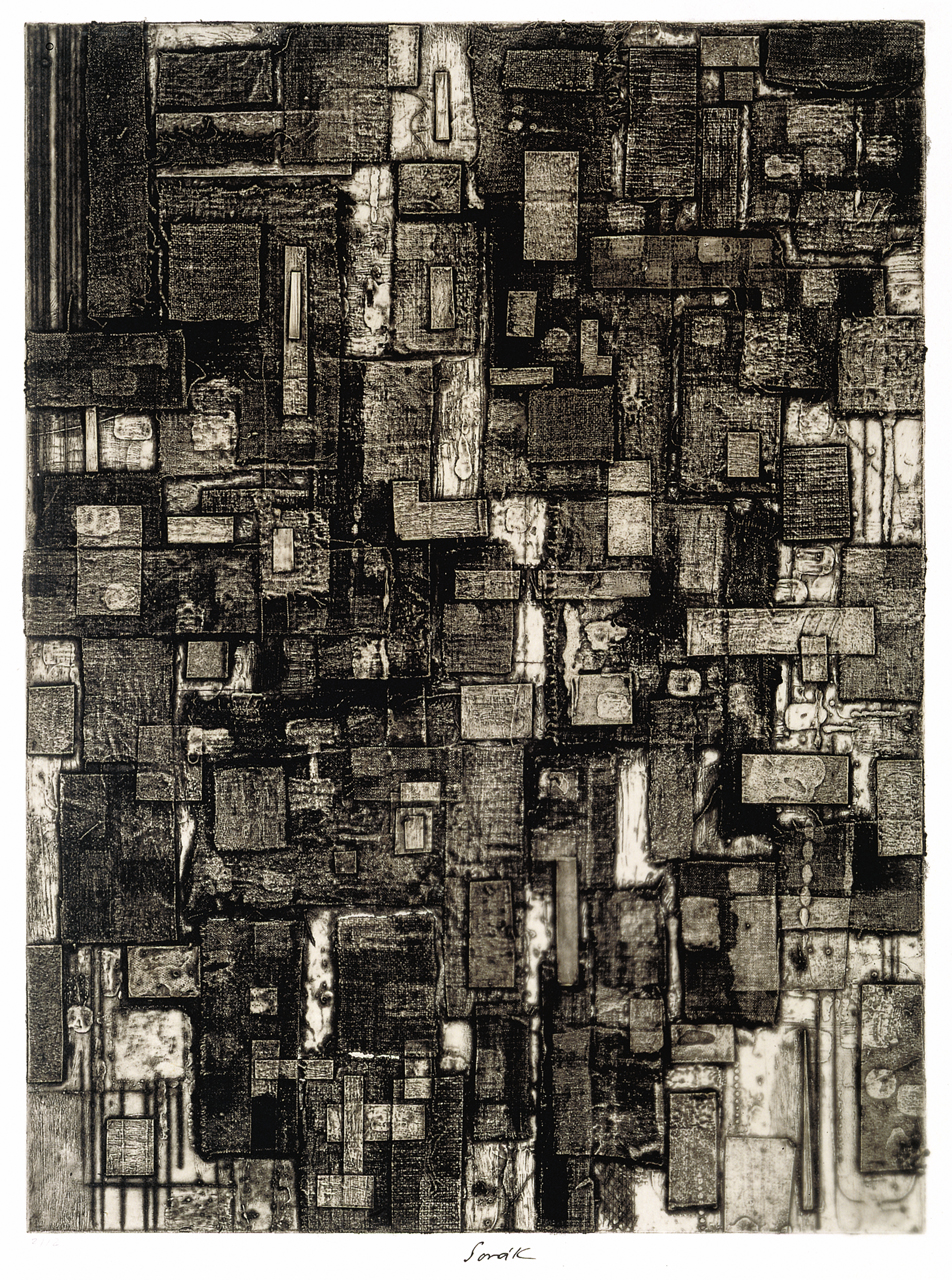
Hommage à Franz Kafka (1961), lept, suchá jehla, lak, textil, papír
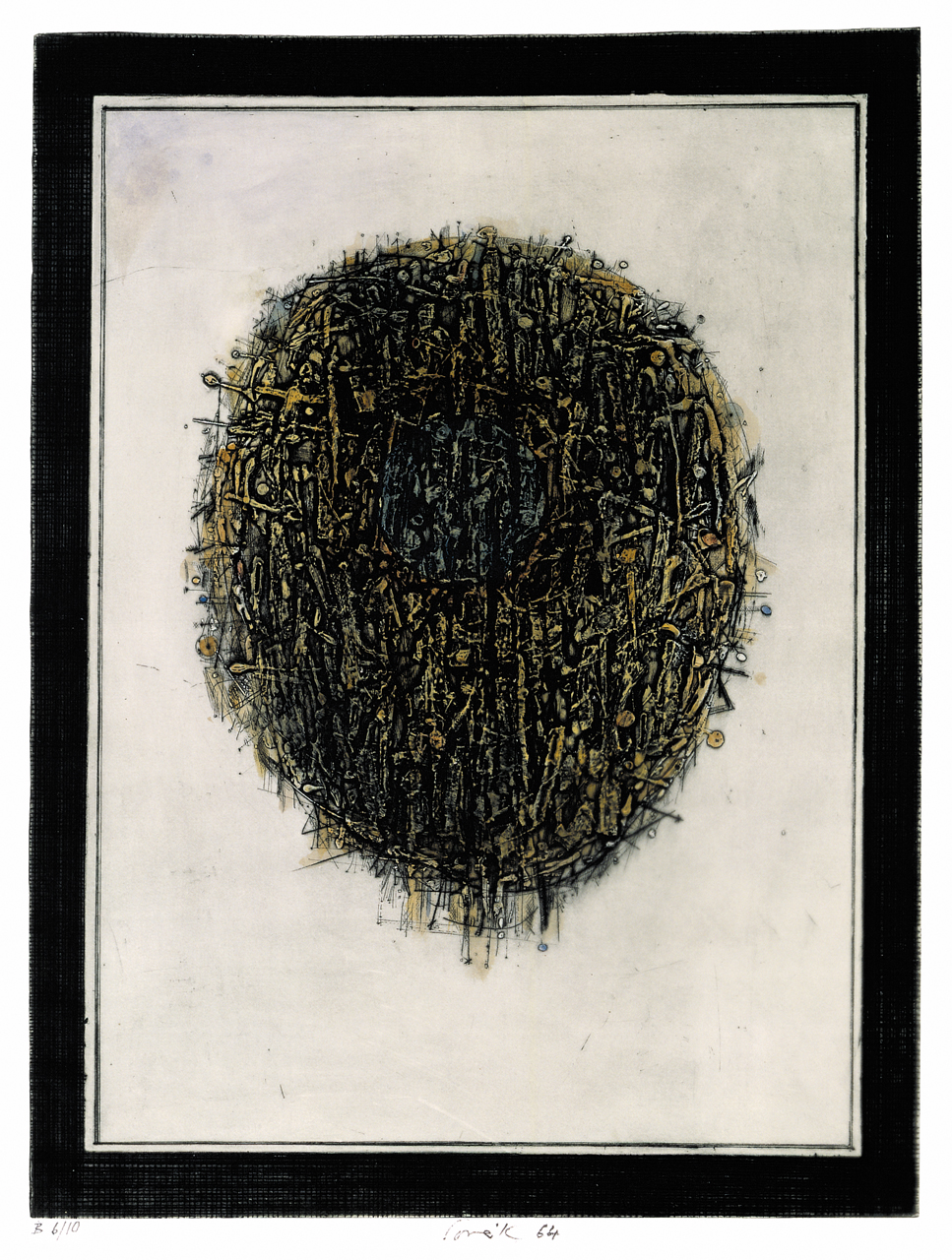
Portrét v zrcadle I (1964), kombinovaná technika

### Grafické dílo 1969–1985

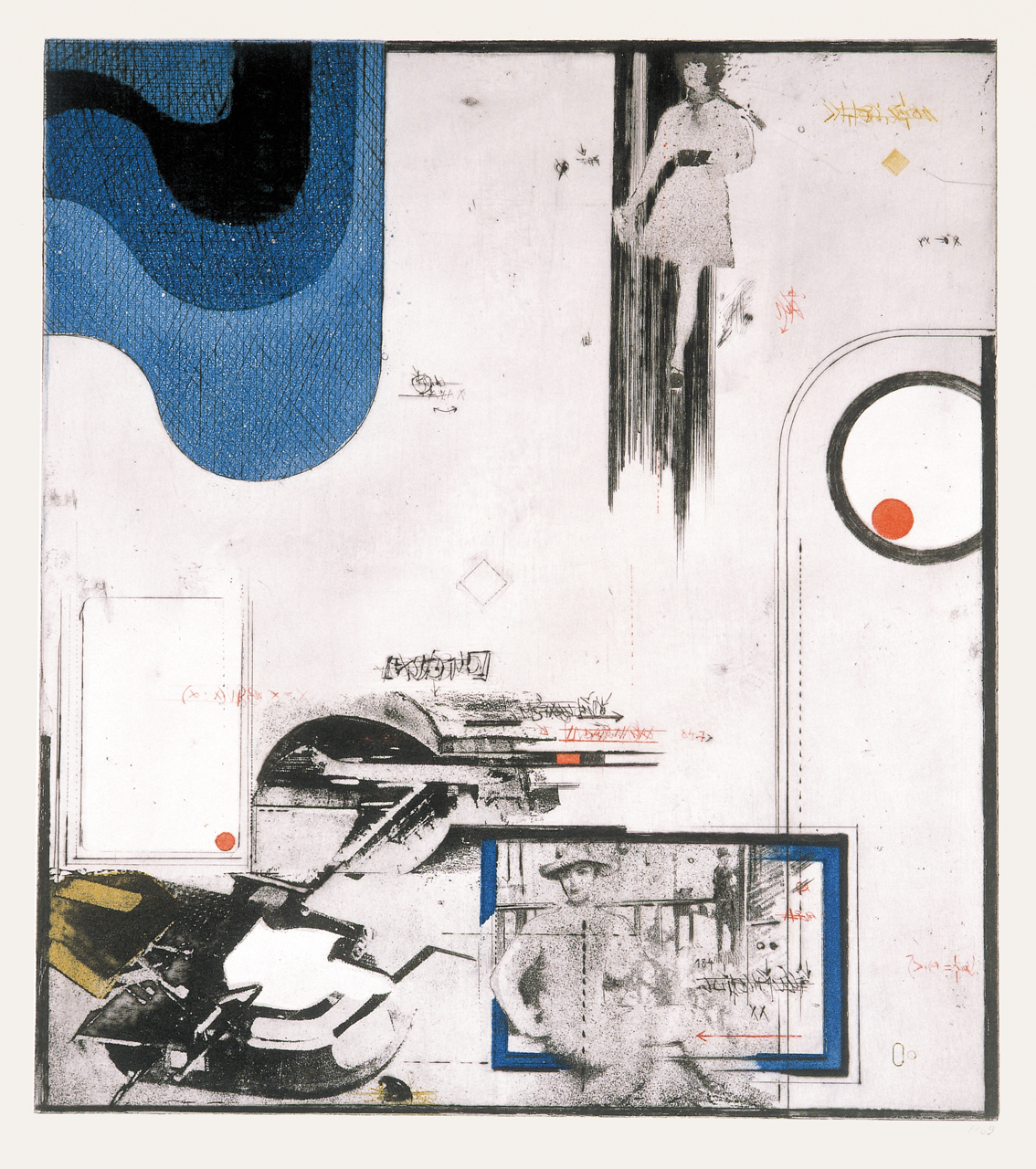
Lehkost (1969), bar. lept, akvatinta, fotogravura
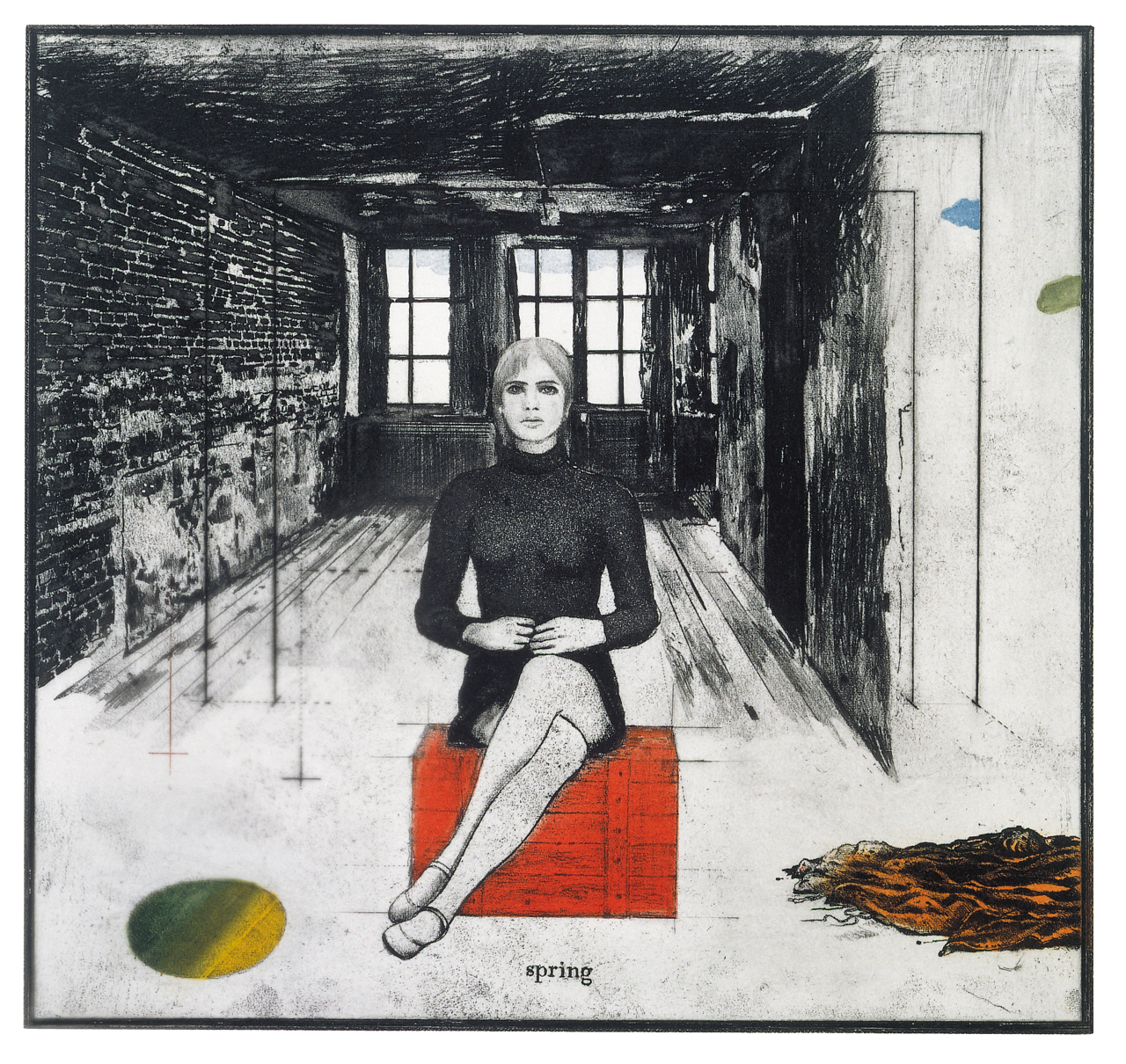
Jaro, cyklus Indirect messages (1970–1972), kombinovaná technika
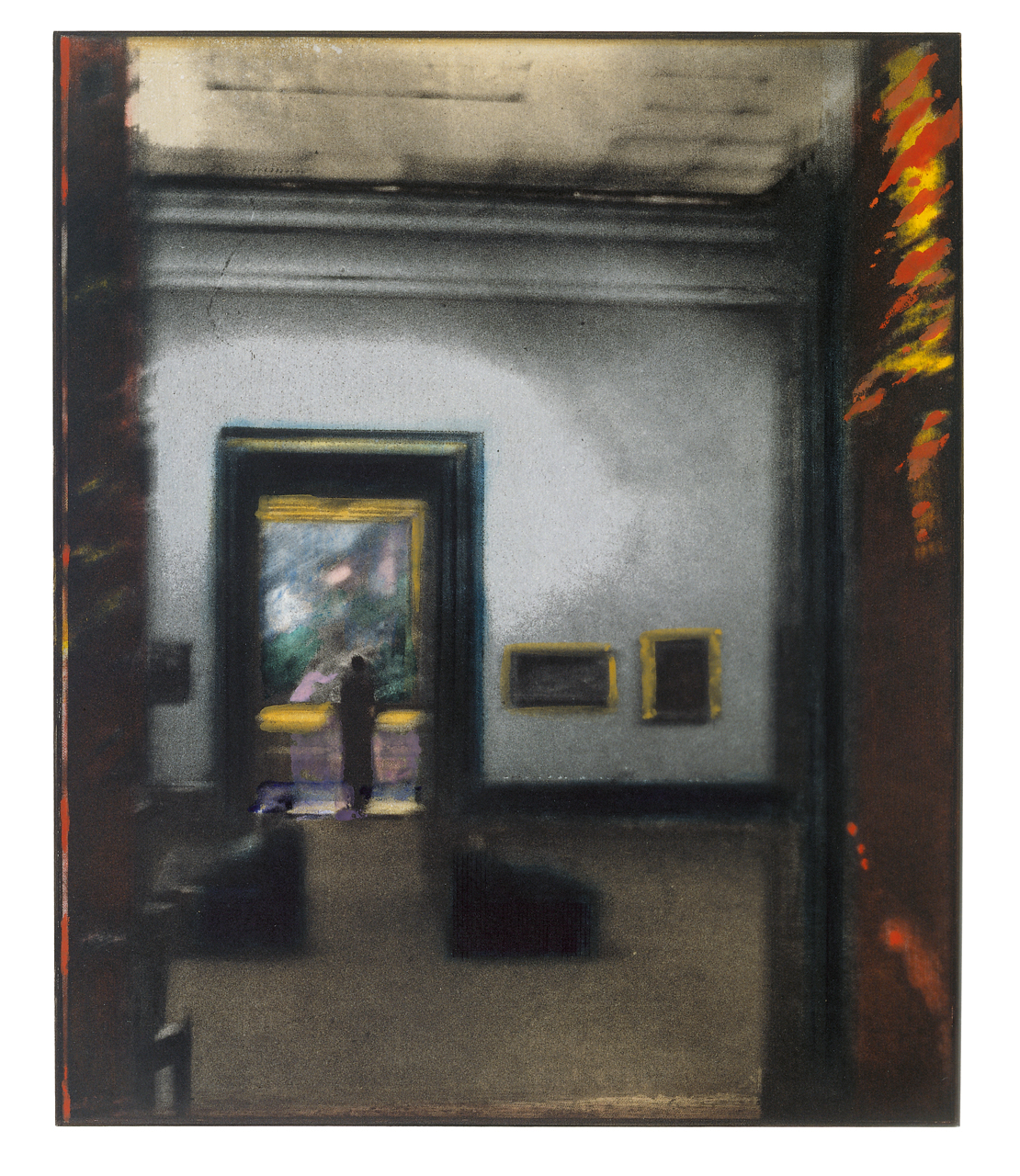
Galerie (1977), kombinovaná technika
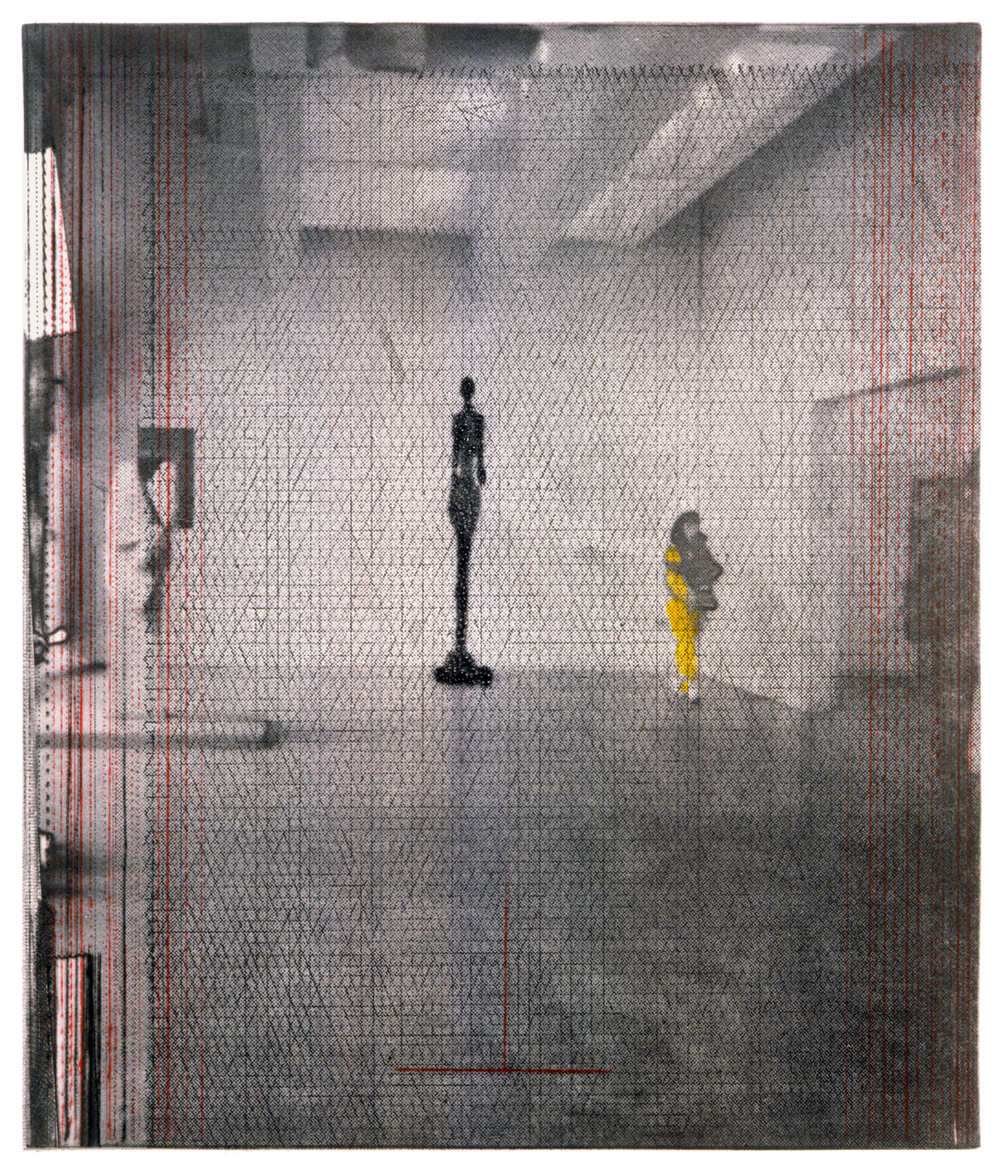
A.G. (1985), kombinovaná technika

### 80. až 90. léta

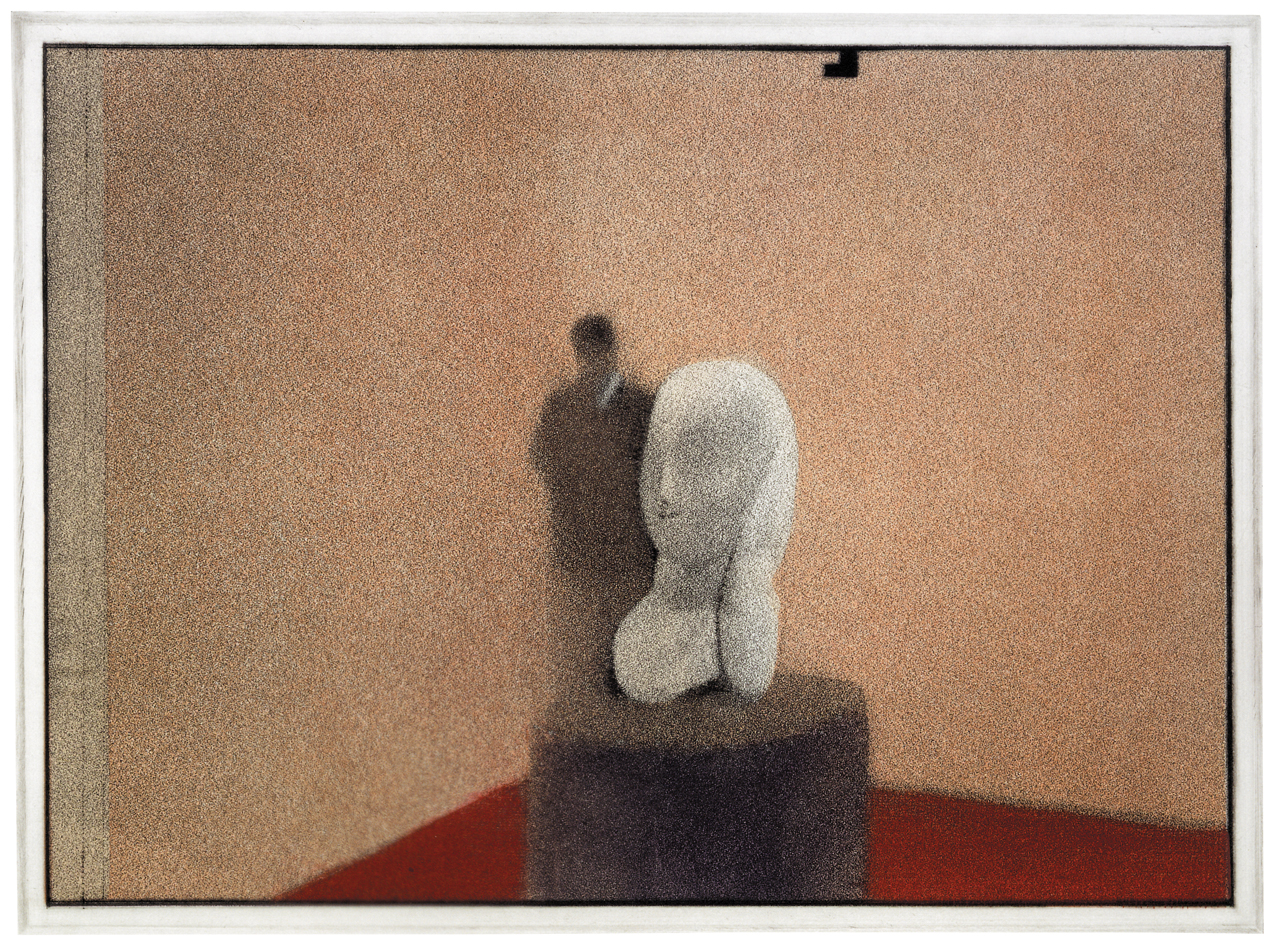
Brâncuși II (1986–1991), kombinovaná technika
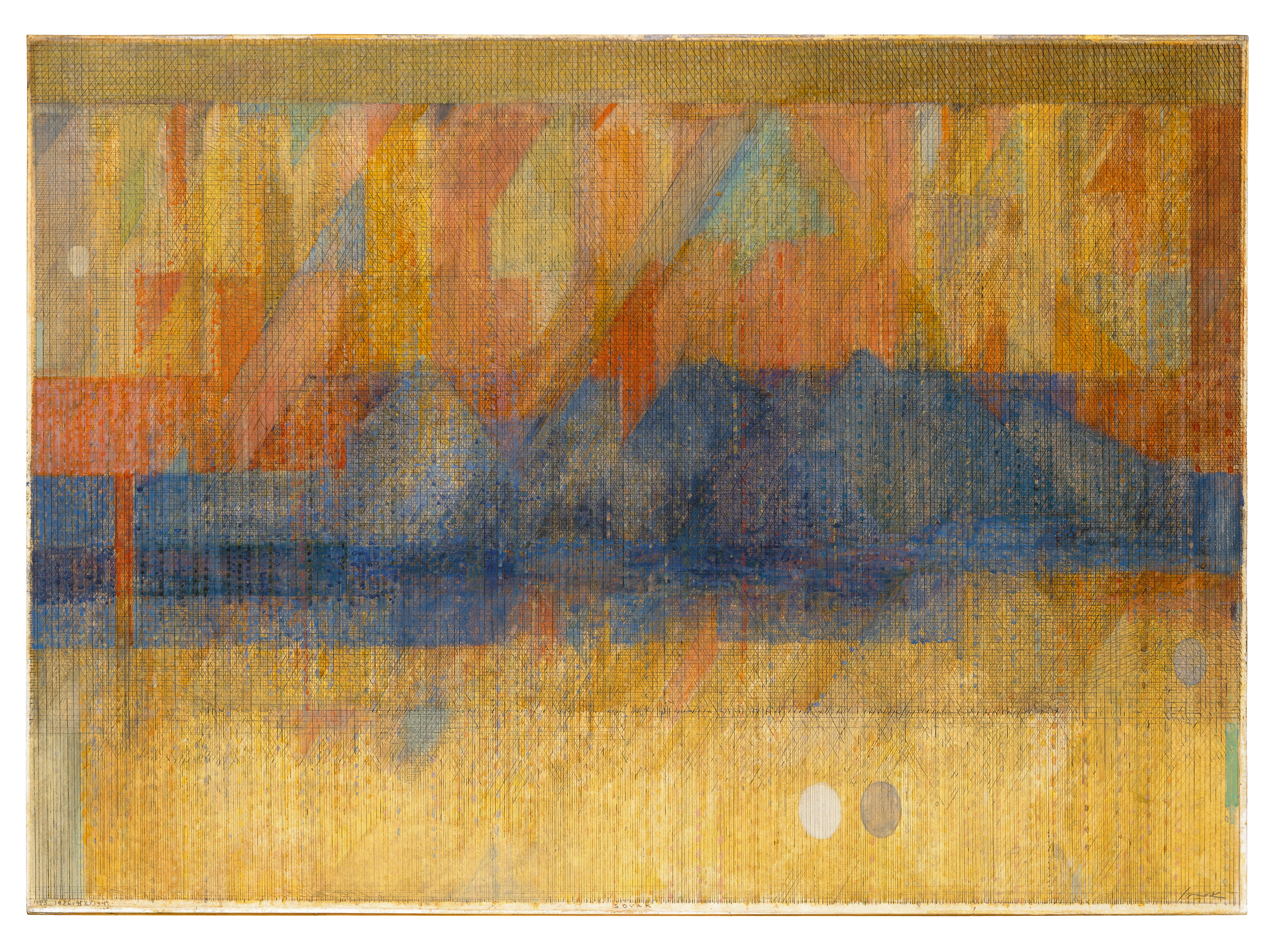
Legendary cliffs (1983–1985), kombinovaná technika
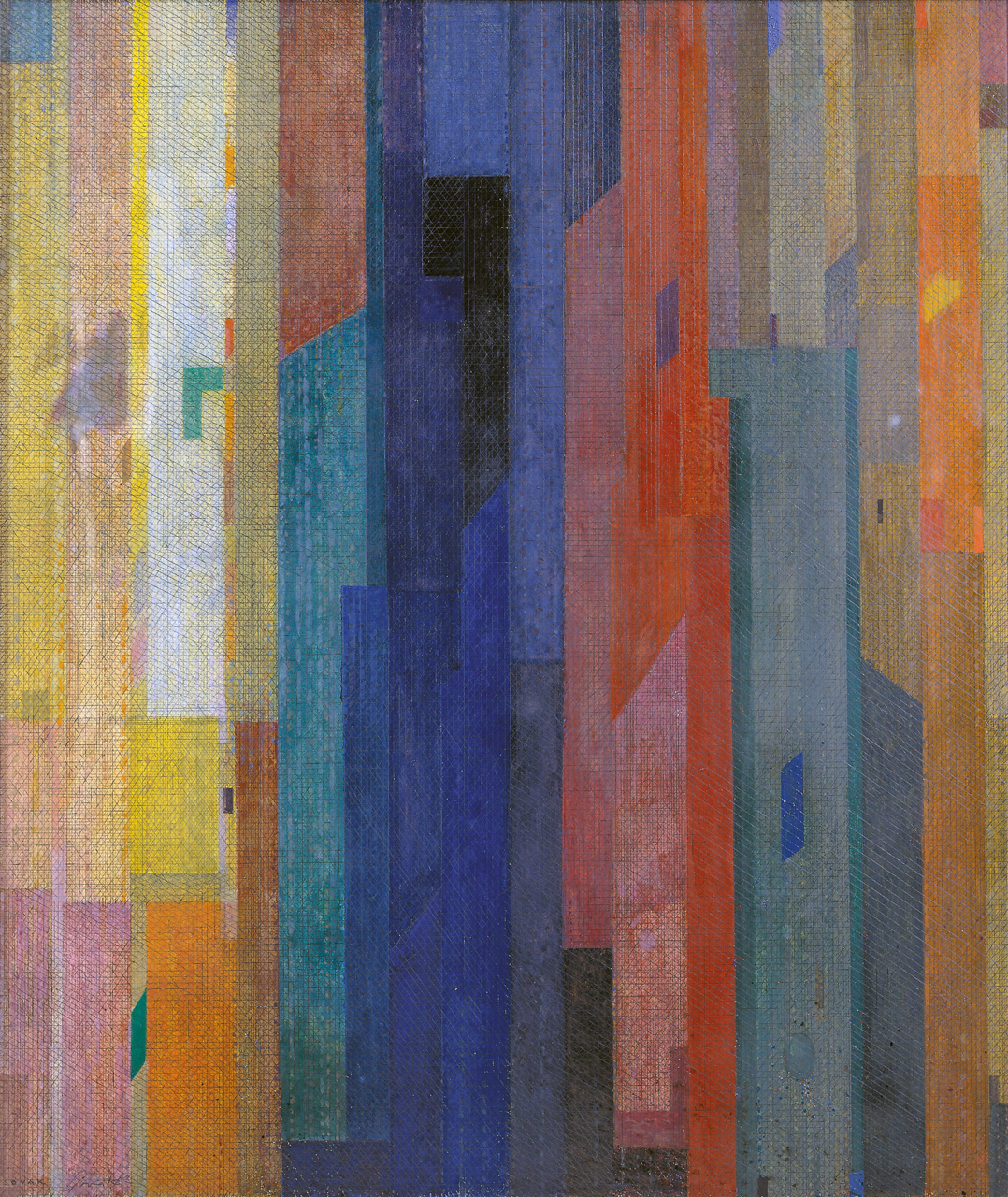
Big walls (1987–1991), kombinovaná technika
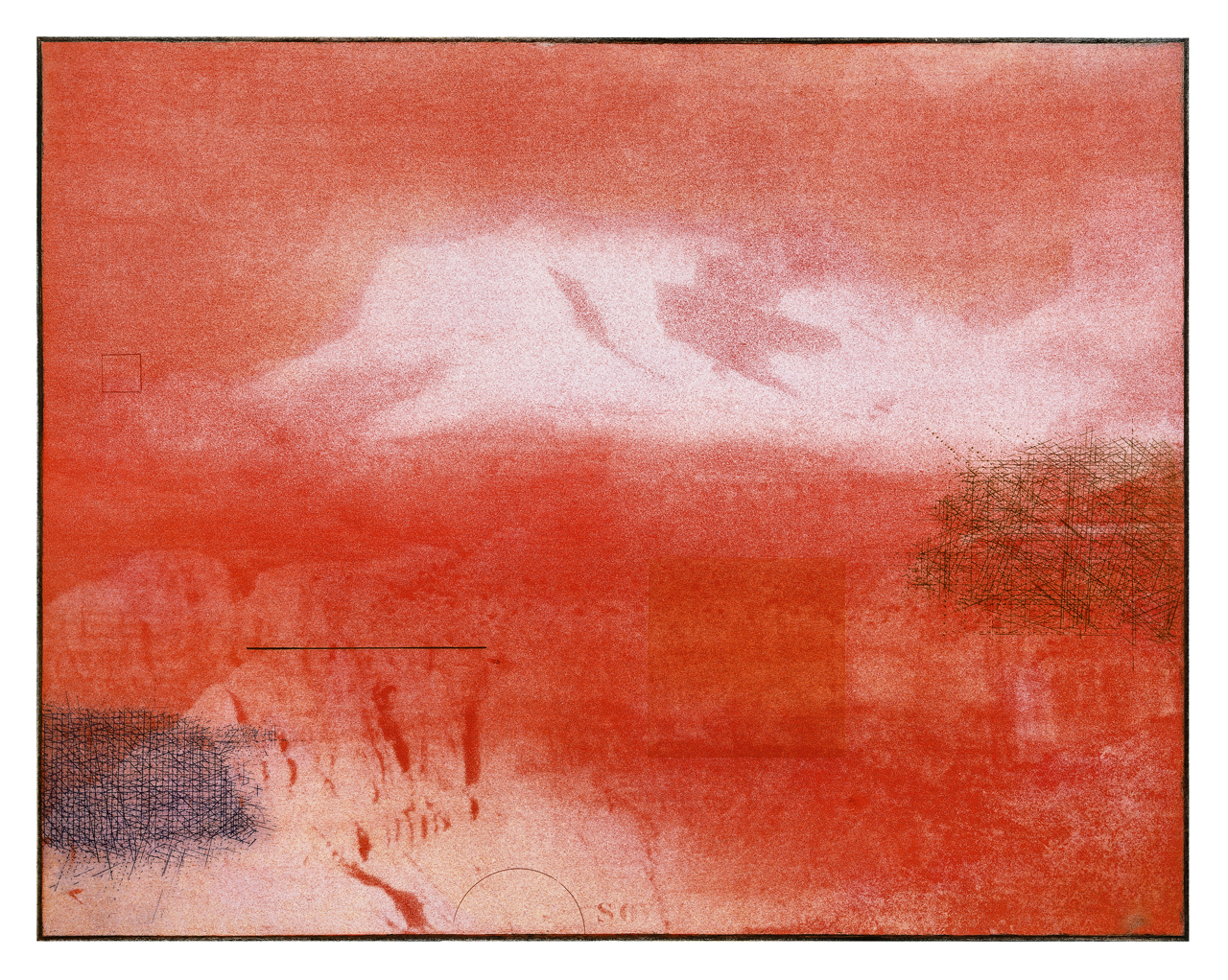
Desert walls – Purple (1981–1998), kombinovaná technika

### Zastoupení ve sbírkách (výběr)
- Albertina, Vídeň (souborné grafické dílo)
- Galerie CH, Hergiswil, Švýcarsko (souborné grafické dílo)
- Kupferstichkabinett, Berlín (souborné grafické dílo)
- Schweizerische Nationalbibliothek, Bern
- British Museum, London
- Museum of Modern Art, New York
- Library of Congress, Washington
- Art Institute of Chicago
- Salomon R. Guggenheim Museum, New York
- Los Angeles County Museum of Art
- Museum Folkwang Essen
- Museum Kunst Palast, Düsseldorf
- Museum Ludwig, Köln
- Hamburger Kunsthalle
- Kunstforum Ostdeutsche Galerie, Regensburg
- Kunstmuseum Liechtenstein, Vaduz
- Statens Museum for Kunst, Copenhagen
- Kunstmuseum Luxemburg
- National Gallery Oslo
- Bibliothèque Nationale de France, Paris
- Museum Boijmans Van Beuningen, Rotterdam
- Národní galerie v Praze
- Městská galerie, Vysoké Mýto (47 grafických listů)
- Moravská galerie, Brno
- Muzeum umění, Olomouc
- Alšova jihočeská galerie v Hluboké nad Vltavou
- Galerie výtvarného umění v Ostravě
- Galerie výtvarného umění v Chebu
- Severočeská galerie výtvarného umění v Litoměřicích
- Galerie umění Karlovy Vary
- Galerie moderního umění v Hradci Králové
- Oblastní galerie Vysočiny v Jihlavě

### Výstavy (výběr)
- Pravoslav Sovák: Obrazy, Galerie Práce, Praha, 12. 11. – 7. 12. 1952.
- Pravoslav Sovák: Obrazy, kresby, grafika 1945–1958, Galerie Českého fondu výtvarných umění, Praha, 17. 1. – 9. 2. 1959.
- Pravoslav Sovák: Galerie Československý spisovatel, Praha, text v katalogu: Milan Kundera, únor–březen 1964.
- Pravoslav Sovák: Grafika: Městská galerie Vysoké Mýto, výstavní síň v bývalém kasinu, úvodní slovo: Milan Schulz, text v katalogu: Václav Havel, 28. 2. – 14. 3. 1965 (64 obrazů, kreseb a grafik).
- Pravoslav Sovák: Grafik, Kunstgewerbemuseum Zürich, Curych, 10. 9. – 19. 10. 1969.
- Pravoslav Sovák: Neue Graphik, Galerie Lometsch, Kassel, 6. 5. – 15. 5. 1971.
- Sovak: Radierung: Kölnischer Kunstverein, Kolín nad Rýnem, 15. 2. – 17. 3. 1974.
- Pravoslav Sovák, Galerie Oben, Hagen, 21. 11. 1975 – 9. 1. 1976.
- Pravoslav Sovák, Galerie Dube-Heynig München, Mnichov, 30. 11. 1989 – 27. 1. 1990.
- Pravoslav Sovak: Das graphische Werk, Kupferstichkabinett... Staatliche Museen zu Berlin Preussischer Kulturbesitz, 25. 6 – 2. 11. 1994.
- Pravoslav Sovák: Grafické dílo: Národní galerie v Praze, Grafická sbírka, Palác Kinských, Praha, 24. 5, – 9. 7. 1995.
- Pravoslav Sovak: Arbeiten auf Papier: eine Retrospektive: Graphische Sammlung Albertina, Vídeň, 5. 2. – 28. 3. 1999.
- Pravoslav Sovak: Russkij muzej, Petrohrad, 20. 9. – 22 10. 2007.
- Pravoslav Sovak im Kunstforum Ostdeutsche Galerie Regensburg: Kunstforum Ostdeutsche Galerie Regensburg, Řezno, 10. 9. – 1. 11. 2009.
- Pravoslav Sovák: Grafika: Galerie Litera, Praha, 6. 4. 2010 – 7. 5. 2010 (výstava z fondů Galerie Litera).
- Pravoslav Sovák: clear vision, Kunsthalle Mannheim 2016
- Pravoslav Sovák: Grafika: Městská galerie Vysoké Mýto, Výstavní síň Jana Jušky, Vysoké Mýto, 16. 5. – 20. 6. 2010 (výstava z fondů Galerie CH, Hergiswill, Švýcarsko).

### Výtvarné soubory a ilustrace
- Václav Řezáč: Čarovné dědictví, Praha: Československý spisovatel, 1956.
- Otakar Černoch: Španělská aréna, Praha: Mladá fronta, 1956.
- Josef Šubrt: Pražské památky, Praha: Státní nakladatelství dětské knihy, 1959.
- Erich Einhorn (fotografie), Pavel Kohout (básně): Mariánské Lázně, Plzeň: Krajské nakladatelství, 1960 (grafická úprava a ilustrace P. Sovák).
- Enno Littmann: Příběh o čtverákovi z Káhiry a čtverákovi z Damašku. Praha: Státní nakladatelství dětské knihy, 1961.
- Oscar Wilde: Balada o žaláři v Readingu, Praha: Odeon, 1967.
- Pavel Kohout: Aus dem Tagebuch eines Konterrevolutionärs, Luzern: C.J. Bucher AG, 1969, poté v mnoha dalších jazycích.
- Heinrich Böll: Du Fahrst zu oft nach Heidelberg, s 5 barevnými akvatintami Pravoslava Sováka, Milán: Grafica Uno, 1983.

### Katalogy (výběr)
- Pravoslav Sovák: Obrazy, text V. Řezáč, kat. 12 s., Galerie Práce, Praha 1952
- Pravoslav Sovák: Obrazy, kresby, grafika 1945–1958, text Milan Kundera, kat. 24 s., Český fond výtvarných umění, Praha 1959
- Pravoslav Sovák, text M. Kundera, M. Lamač, kat. 24 s., SČVU Praha 1964
- Hlaváček, L.: Současná československá grafika. Nakladatelství ČVÚ, Praha 1964.
- Sovák, úvodní text Václav Havel, Katalog výstavy v Městské galerii ve Vysokém Mýtě, 28. 2. – 14. 3. 1965 Městská galerie Vysoké Mýto, 1965.
- Sovák: Grafik, text Alexej Kusák, kat. 4 s., Galerie tangente, Mnichov 1966
- Pravoslav Sovák: Grafika 1957–1967, text Antonín Grůza, kat. 8+12 s., Oblastní galerie výtvarného umění, Gottwaldov (Zlín) 1967
- Sovák: Grafik, text A. Grůza, Overbeck Gesellschaft, Lübeck 1967
- Sovák: Grafik, text A. Grůza, 6 s., Holst Halvorsens Kunsthandel 1967
- Sovák: Aquarelle, farbige zeichnungen, kat. 36 s., Galerie Pudelko, Bonn 1974
- Sovák: Work on paper, text Werner Schmalenbach, kat. 6 s., Galerie Pudelko, Bonn 1978
- Pravoslav Sovák – Arbeiten auf Papier / Work on Paper (dt./engl.) (2 Bände komplett), text Heißenbüttel Helmut, Cotta Verlag, Stuttgart 1981, ISBN 9783768199230
- Sovak. Retrospective 1980–1988, Kundera, Milan (esej), Thomas M. Messer (úvodní text), New York: Achim Moeller Fine Ary Ltd. 1988
- Pravoslav Sovak: Arbeiten auf Papier: eine Retrospektive, text Konrad Oberhuber, Wien: Graphische Sammlung Albertina, 1999
- Pravoslav Sovak: Zeitstreit – Das graphische Werk, text Dückers, Alexander, 198 S, Ars Nicolai Verlag Berlin 1994, ISBN 9783894790615
- Pravoslav Sovak: Grafické dílo, text Dückers Alexander, Messer Thomas M., Zlatohlávek Martin, 212 s., Národní galerie v Praze 1995, ISBN 80-7035-083-0
- Pravoslav Sovák – Krajiny času / Landscapes of Time, ed. Helena Musilová, Museum Kampa Praha 2018, ISBN 978-80-87344-39-2